# Clausen-Linie

Verlauf von Clausen- und Tiedje-Linie

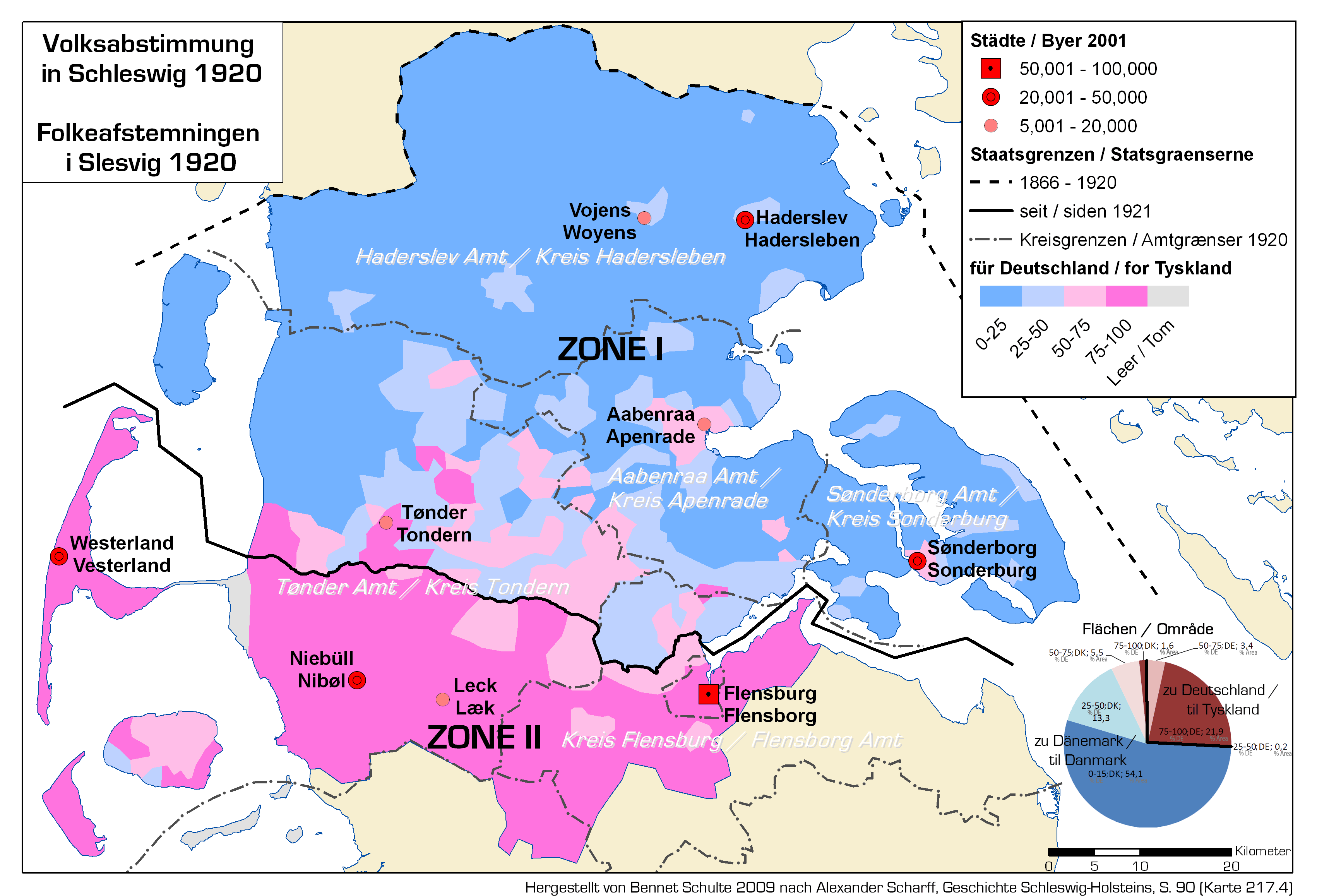
Abstimmungsgebiet in Schleswig

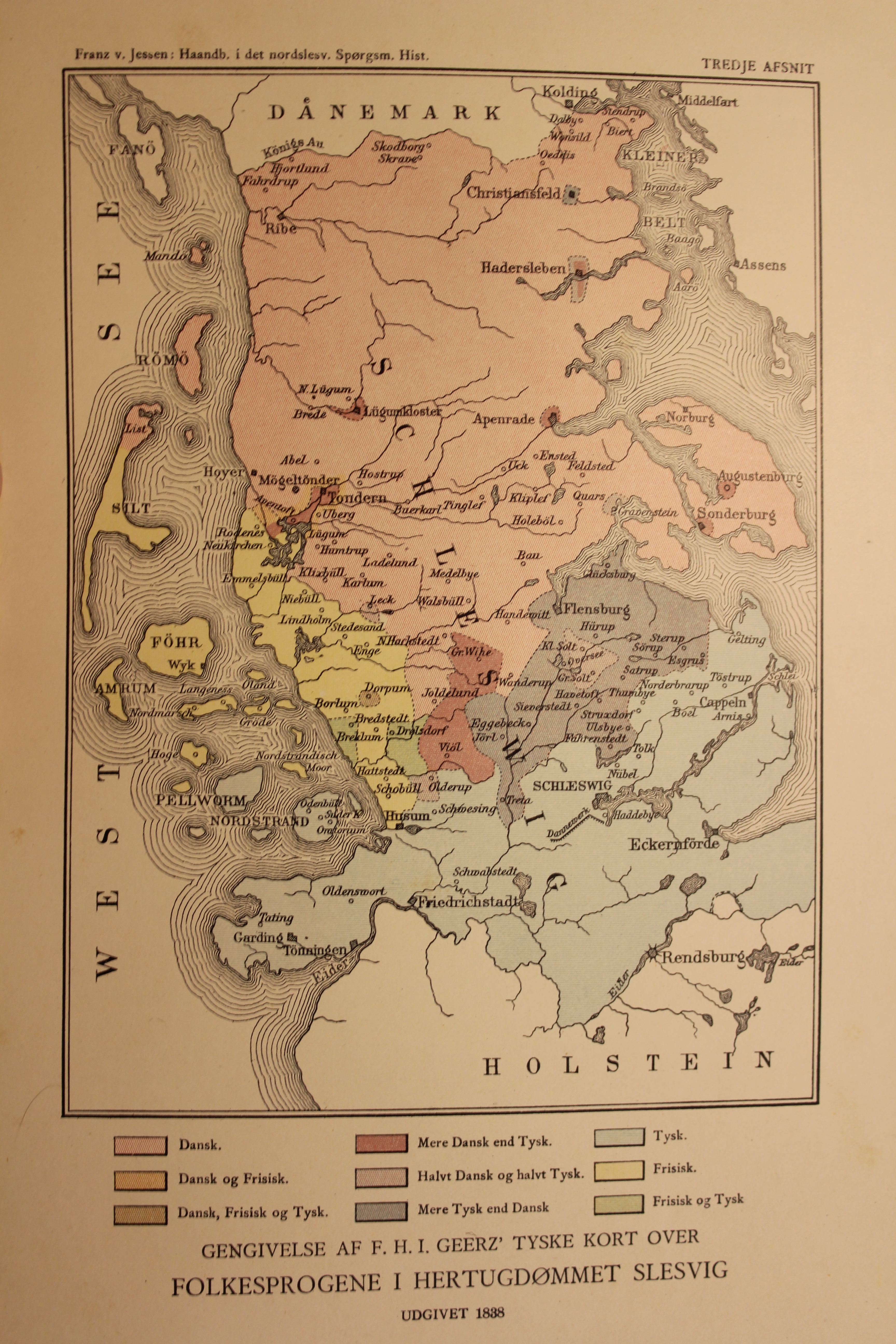
Verteilung der Sprachen in Schleswig im 19. Jh.

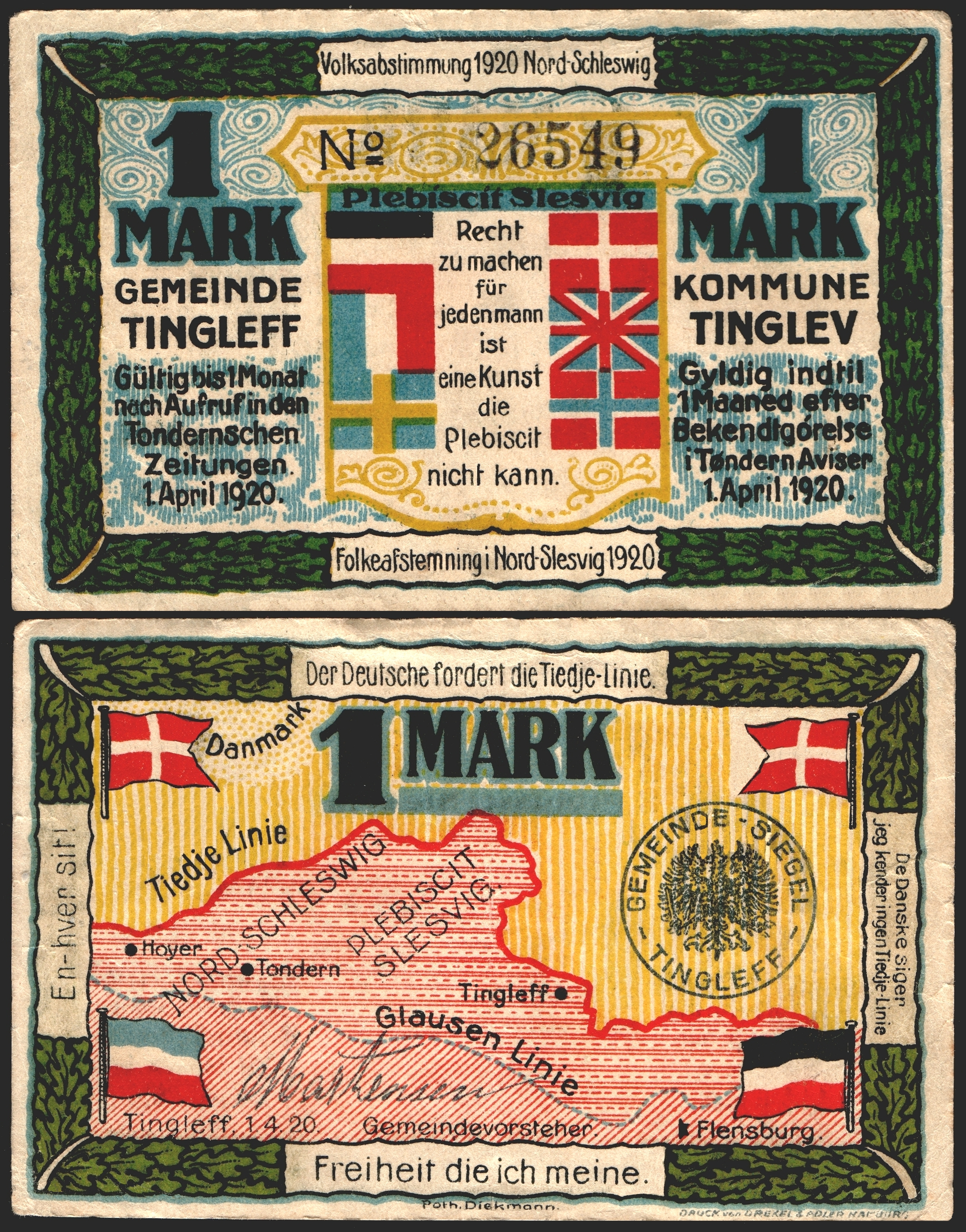
Notgeldschein von 1920, der die beiden zur Wahl stehenden Grenzen darstellt

Die Clausen-Linie war ein Vorschlag für eine Grenzlinie zwischen Deutschland und Dänemark, die 1891 und somit einige Jahre nach dem Deutsch-Dänischen Krieg vom dänischen Historiker Hans Victor Clausen vorgeschlagen wurde. Für die Volksabstimmung 1920 bildete sie die Grenze zwischen der 1. und 2. Abstimmungszone und somit die kommende Staatsgrenze, wie sie heute noch besteht (→Grenze zwischen Dänemark und Deutschland).
Als Revision der Clausen-Linie wurde von deutscher Seite die Tiedje-Linie vorgeschlagen. Diese sollte nördlicher verlaufen, dabei das deutschgesinnte Gebiet um Tondern herum sowie kleinere Bereiche nördlich der Flensburger Förde einbeziehen und so beiderseits der Grenze zahlenmäßig gleich große Minderheiten entstehen lassen.
Mit seinem Grenzvorschlag wollte Clausen nach eigenen Angaben Rücksicht auf historische und wirtschaftliche, vor allem jedoch auf sprachliche Verhältnisse nehmen. Dabei teilte er aber die historischen Landkreise Tondern und Flensburg und teilte beide Wirtschaftszentren. Auch stimmte die Trennlinie nicht direkt mit der 1920 in den Volksabstimmungen ermittelten nationalen Bekenntnissen der Mehrheiten überein. In einem ursprünglichen Vorschlag hatte Clausen den Landkreis Tondern noch als deutschgesinnt eingeschätzt. Andererseits beließ der Grenzvorschlag Gebiete Südschleswigs, insbesondere auf der Geest, die bis zu den Sprachwechseln im 19. Jh. noch dänisch- und gemischtsprachig waren, südlich der gedachten Grenzlinie.
In seinem Buch Folkesproget i Sønderjylland beschrieb Clausen, wie er die sprachlichen Verhältnisse beurteilte: Seiner Einschätzung legte er die Spracherhebungen des Flensburger Regierungsrates J.G.C. Adler zugrunde – interpretierte diese jedoch recht einseitig, indem er die zahlreichen mehrsprachigen Haushalte im mittleren Schleswig, also Familien, in denen neben Deutsch und Niederdeutsch auch Sønderjysk gesprochen wurde, als dänischsprachiges Gebiet deklarierte. Dieses Gebiet war in Teilen deckungsgleich mit dem nach den Abstimmungen von 1920 anhand der tatsächlichen Ergebnisse vom deutschen Historiker Johannes Tiedje zur Korrektur vorgeschlagenen Streifen, der sogenannten Tiedje-Linie.
Dass die Clausen-Linie ca. 7 km nordwestlich Flensburgs endete, fand auf dänischer Seite zum Teil Kritik. Wie das Ergebnis der ersten Volksabstimmung zeigte, gab es im Gebiet direkt nördlich der Clausen-Linie eine teilweise deutliche deutsche Mehrheit, da aber en bloc gewählt wurde, also das Gesamtergebnis der ersten Abstimmungszone entscheidend war, kamen auch diese Landstriche an Dänemark und es entstand nördlich der Grenze eine etwa doppelt so große deutsche Minderheit wie die dänische Minderheit südlich der Grenze.
Auf Grund der politischen Lage direkt nach dem Ersten Weltkrieg kam es jedoch weder zur Wahl der Tiedje-Linie, die ähnlich große Minderheiten beiderseits der Grenze geschaffen hätte, noch zu einem Kompromiss, der nur die Bereiche des Landkreises Tondern einbezogen hätte, sondern es blieb bei der für Deutschland ungünstigen Grenzziehung.

## Teilung von Schleswig
Die Clausen-Linie teilte nun das Herzogtum Schleswig in ein dänisches Nordschleswig und ein deutsches Südschleswig. Dabei ist Nordschleswig mit 5794 km² etwas größer als Südschleswig mit 5300 km². Am Ende des Ersten Weltkrieges forderte Hans Peter Hanssen unter anderem auf der Reichstagssitzung vom 22. Oktober 1918 eine Volksabstimmung im Lande. Dem stimmte nach der Revolution die neue deutsche Regierung in einem Schreiben des Staatssekretärs Wilhelm Solf im Außenministerium zu. Die dänische Regierung unter Carl Theodor Zahle brachte die Forderung nach einer Abstimmung mit Erfolg bei der alliierten Waffenstillstandskommission ein. Hanssen wurde im Juni 1919 als Minister für nordschleswigsche Angelegenheiten in die dänische Regierung aufgenommen und führte seither die dänischen Verhandlungen bezüglich des Modus der Volksabstimmung, die in den Versailler Vertrag eingehen sollte, obwohl Dänemark kein kriegführender Staat des Ersten Weltkriegs war. Hätten sich beide Staaten bilateral auf die Sprachgrenze als Staatsgrenze geeinigt, so wäre Nordschleswig nur 4418 km² groß geworden. Die Fläche zwischen den beiden Linien von 1376 km² wurde als „Kriegsgewinn“ des nicht kriegführenden Dänemark interpretiert. Forderungen, auch Flensburg oder die Region nördlich des Danewerks wieder mit Dänemark zu vereinigen, konnten sich auf dänischer Seite nicht durchsetzen. Dänemark annektierte und inkorporierte Nordschleswig unter dem offiziellen Namen De Sønderjyske Landsdele (d. h. „die südjütischen Landesteile“). 1997 wurde die Europaregion Sønderjylland-Schleswig gegründet, die jedoch nicht den südöstlichen Teil Schleswigs um die Stadt Eckernförde umfasst.